# 博阿維斯塔杜卡德阿多
28°36′25″S 53°48′54″W / 28.60694°S 53.81500°W
博阿維斯塔杜卡德阿多（葡萄牙語：Boa Vista do Cadeado）是巴西的城鎮，位於該國南部，由南里奧格蘭德州負責管轄，始建於1996年4月16日，面積701平方公里，2010年人口2,441，人口密度每平方公里3.48人。